# Varhošť (vojenský újezd Libavá)
Varhošť (německy Haslicht) je zaniklá obec Oderských vrchů v údolí Varhošťského potoka ve cca výšce 600 m n. m. Nacházela se severozápadně od Fidlova kopce v okrese Olomouc v Olomouckém kraji. Zánik obce je spojen s poválečným odsunem německého obyvatelstva v roce 1946 a vznikem vojenského výcvikového prostoru. Dnes jsou zde patrné rozvaliny budov. Obec je součástí vojenského újezdu Libavá a není běžně přístupná veřejnosti. Varhošť se nachází na katastrálním území Varhošť u Města Libavá.

## Historie
První písemná zmínka o Varhošti pochází z roku 1141, kdy je uvedena pod jménem „Vargosci“ v listině biskupa Jindřicha Zdíka, obsahující mj. seznam majetku olomoucké kapituly. V té době držela kapitula ve Varhošti 1 popluží. Roku 1380 věnoval moravský markrabě Jošt ves „Warhoscz” kostelu olomouckému, tj. stala se majetkem biskupa. V r. 1490 je zmiňovaná jako „Varhošť“ a po třicetileté válce v r. 1677 již německým jménem „Haslicht“.
Byla postavena jako lesní lánová ves, tj. domy stály na svazích v několika řadách nad sebou. Od svého vzniku patřila obec církvi, biskup ji dával jako léno různým moravským pánům. V r. 1581 byla ves součástí směny majetku mezi biskupem a Hynkem Bruntálským z Vrbna, nicméně již r. 1589 ji páni z Vrbna s celým velkobystřickým panstvím prodali olomoucké kapitule, pod níž zůstala až do zrušení poddanství.
S přílivem německého obyvatelstva v polovině 16. století byla obec povýšena na „trhové městečko“. Po třicetileté válce bylo povýšení zrušeno.
Farníci ze zaniklých obcí Jestřabí a Varhošť se v r. 1757 snažili na hranici katastru Daskabát zahrabat svého mrtvého faráře, který se oběsil, avšak jejich čin, spojovaný s obavami z vampýrismu, byl odhalen a viníci souzeni. Zohavené tělo faráře bylo pohřbeno v kostele v Jestřabí.
Součástí vesnice byly také samoty s mlýny Stampfgrund na Varhošťském potoce (Štomparňa, vyhozen do povětří v r. 1948) a Schwarzův mlýn (Schwarzmühle) na řece Odře. Místní obyvatelé byli především zemědělci a za prací docházeli také do okolí. V obci byla záložna, hasičský spolek, kaple svaté Notburgy (přestavěná v r. 1887), obecná škola, hostinec „U pramene Odry“, v katastru obce byla také vodní Šindelná pila na Odře, provozovaná olomouckou dómskou kapitulou. Obec Varhošť je také známá „sporem“ o blízký pramen řeky Odry.
V roce 1930 zde stálo 68 domů a žilo 349 obyvatel a z toho bylo 10 české národnosti.
Po odsunu německého obyvatelstva v r. 1946 a následném vzniku vojenského prostoru Libavá byla obec zničena v r. 1948.
Varhošť patřil do působnosti fary v zaniklém sousedním Jestřabí.

## Další informace
Obcí Varhošť protéká Varhošťský potok (přítok Olešnice).
Přibližně 3,2 km na východ se rozkládala zaniklá osada Eliščiná.
Poblíž Varhoště se nachází vrchol Strážná s lokalitou Bílý kámen.
Obvykle jedenkrát ročně může být Varhošť a jeho okolí přístupné veřejnosti v rámci cyklo-turistické akce Bílý kámen.

## Pamětihodnosti
- Kamenný kříž (Varhošť) - torzo kamenného kříže

## Galerie

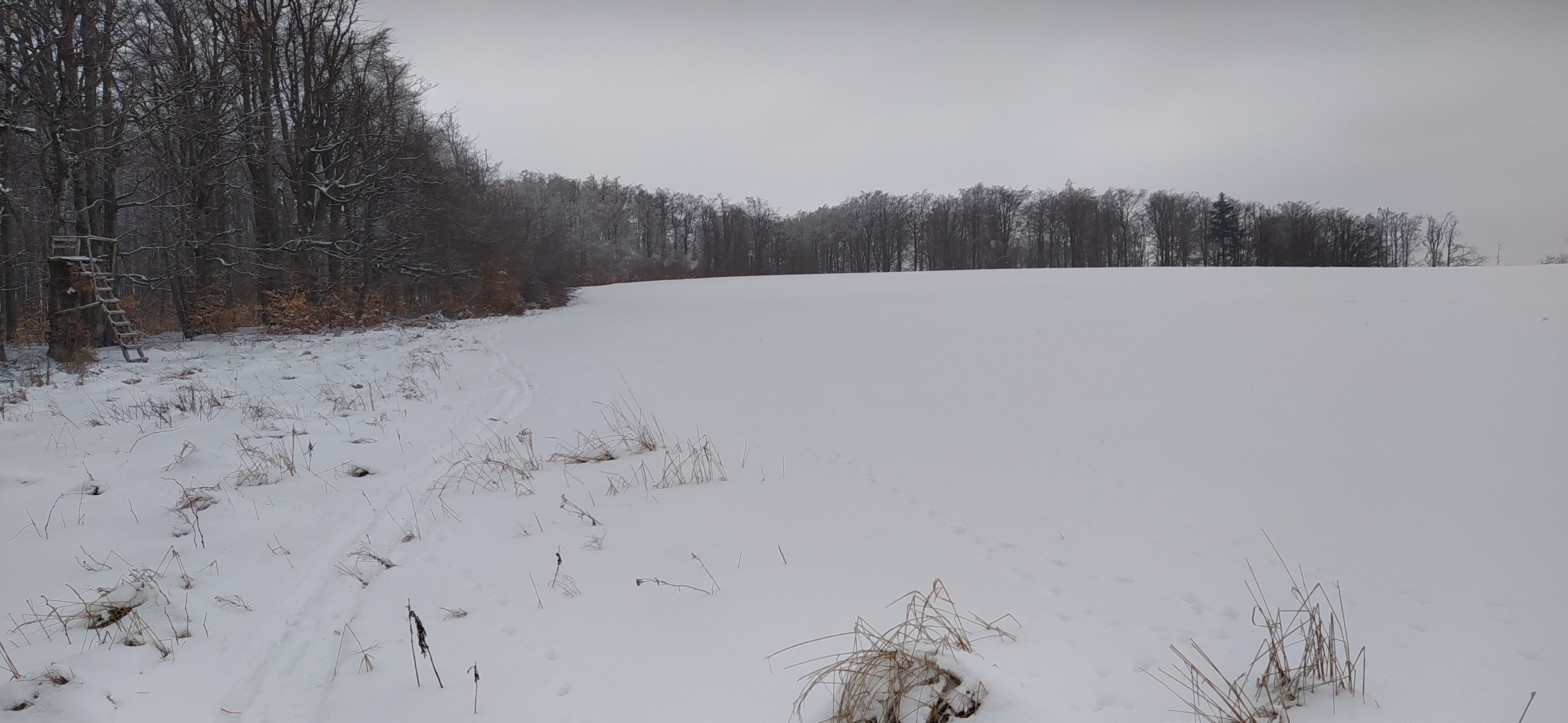
Polní cesta z Varhoště na Fidlův kopec
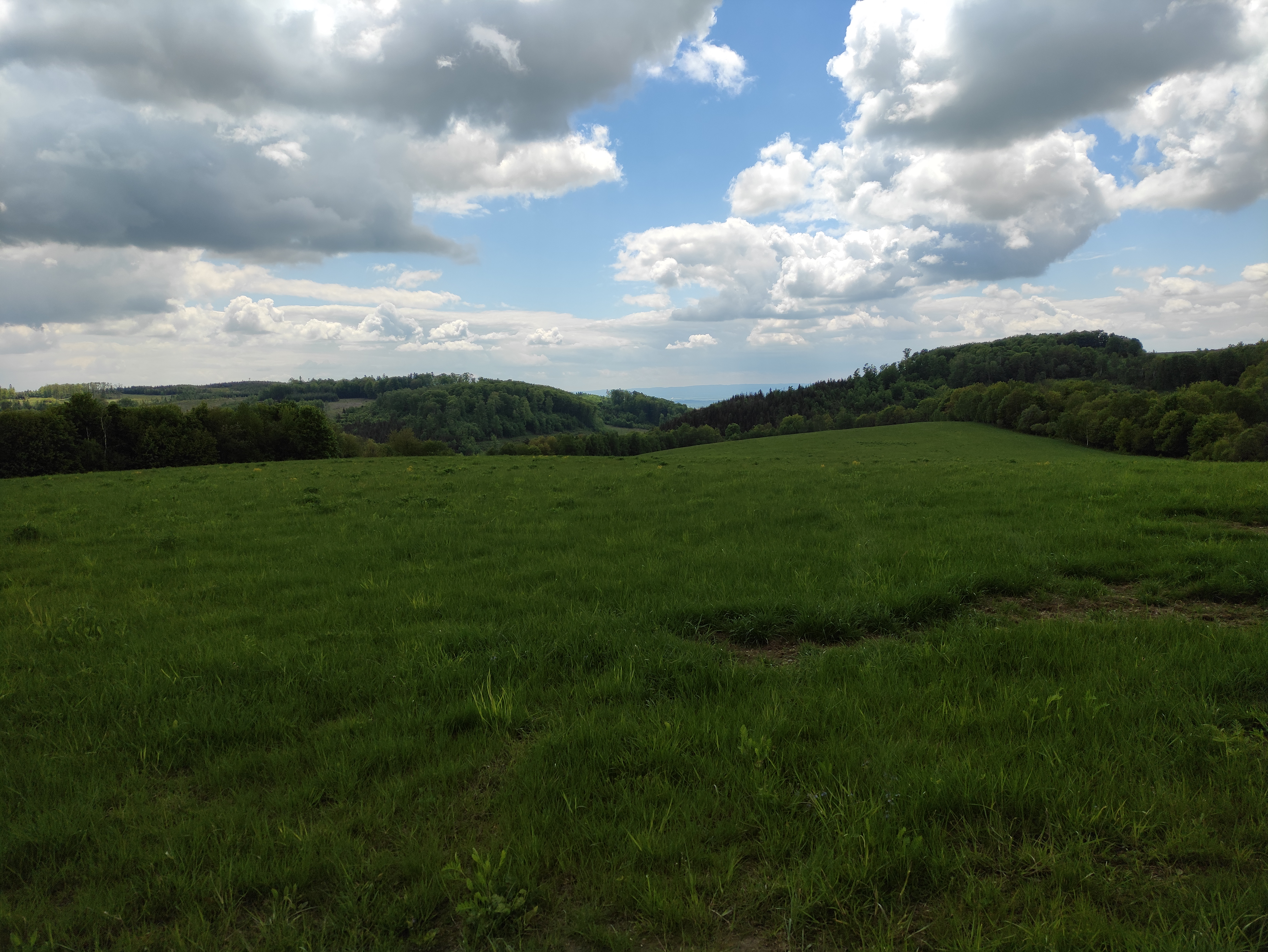
Nad Varhoštěm
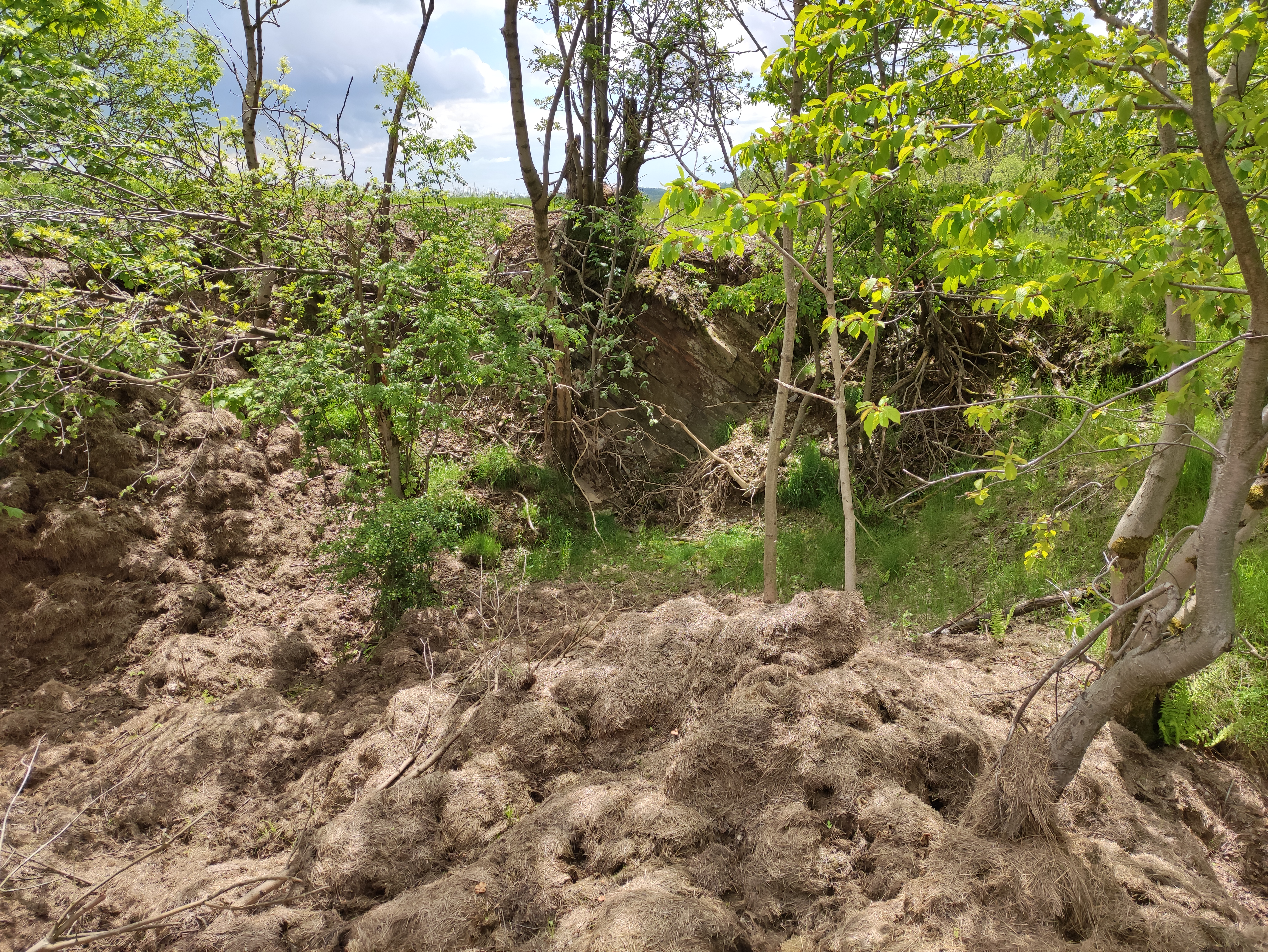
Bývalý lom ve Varhošti
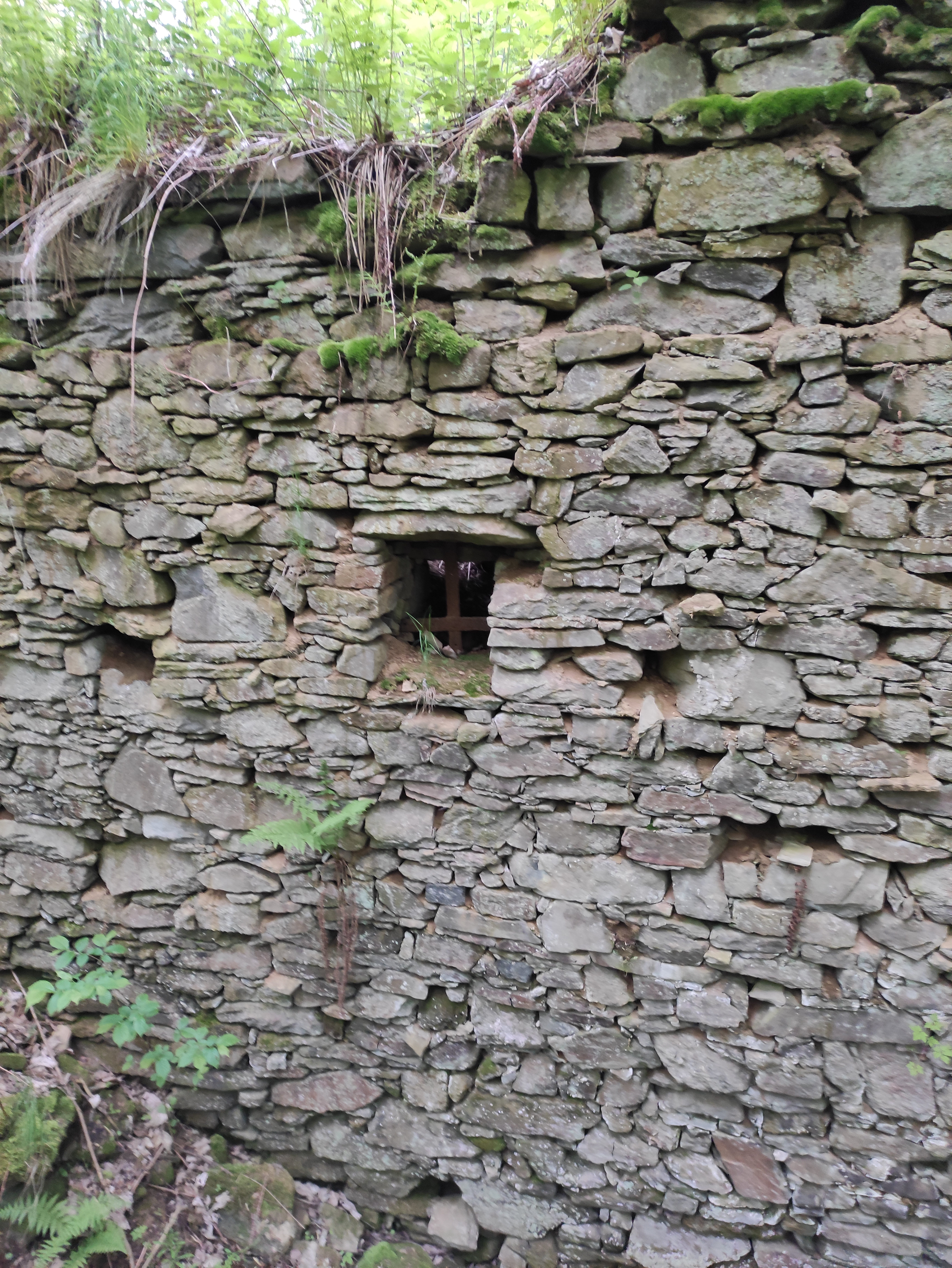
Varhošť
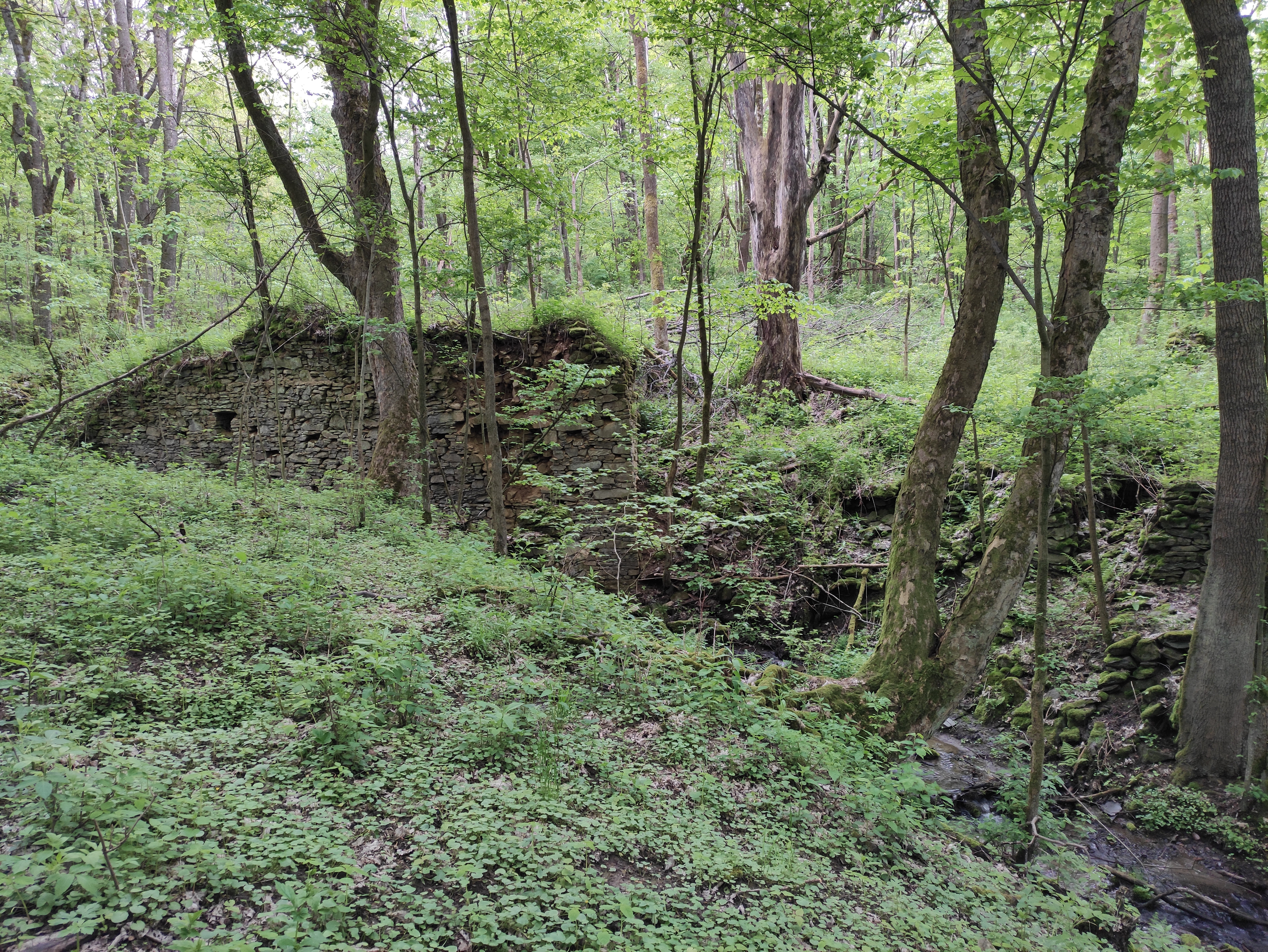
Varhošť
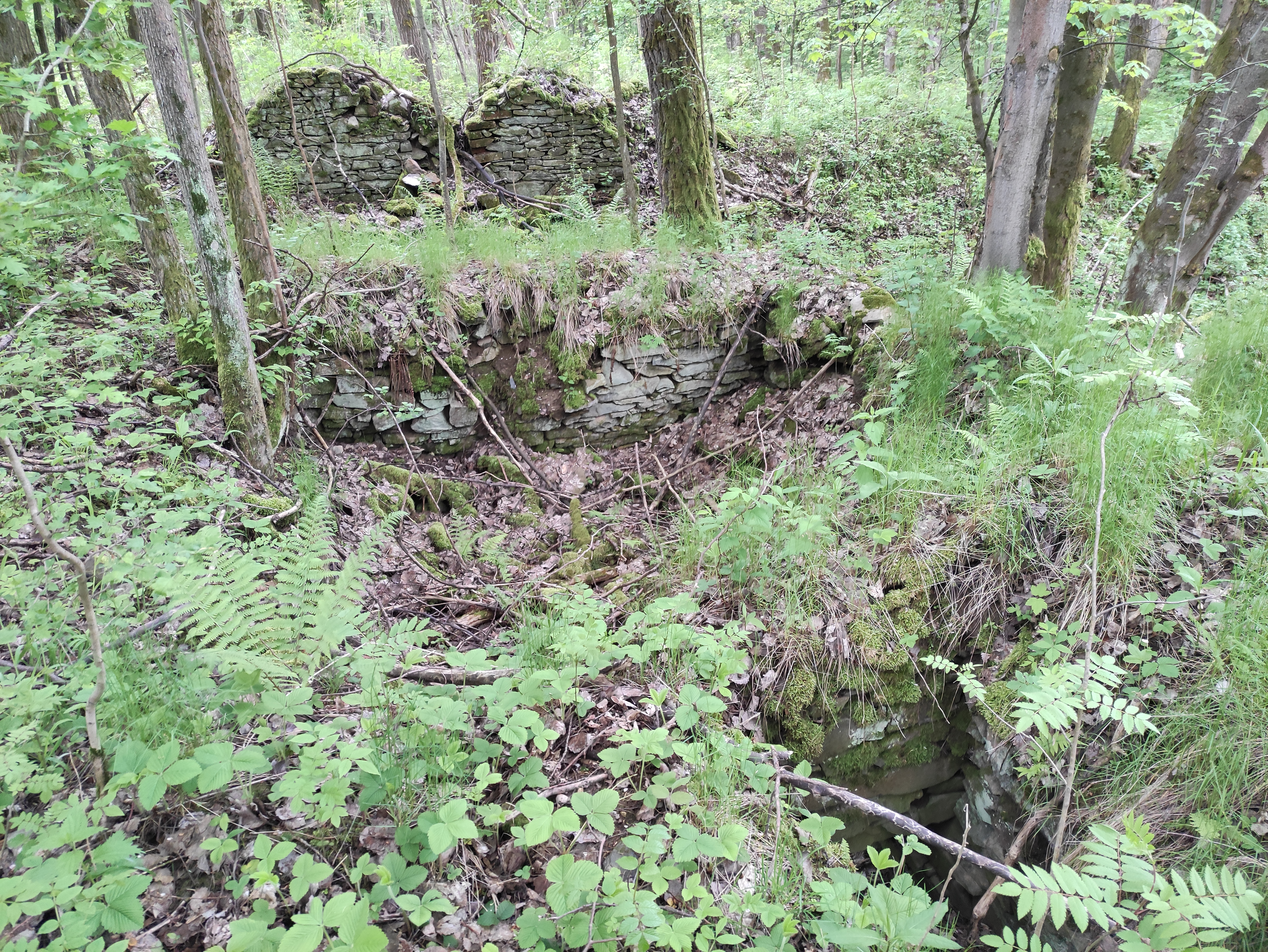
Varhošť
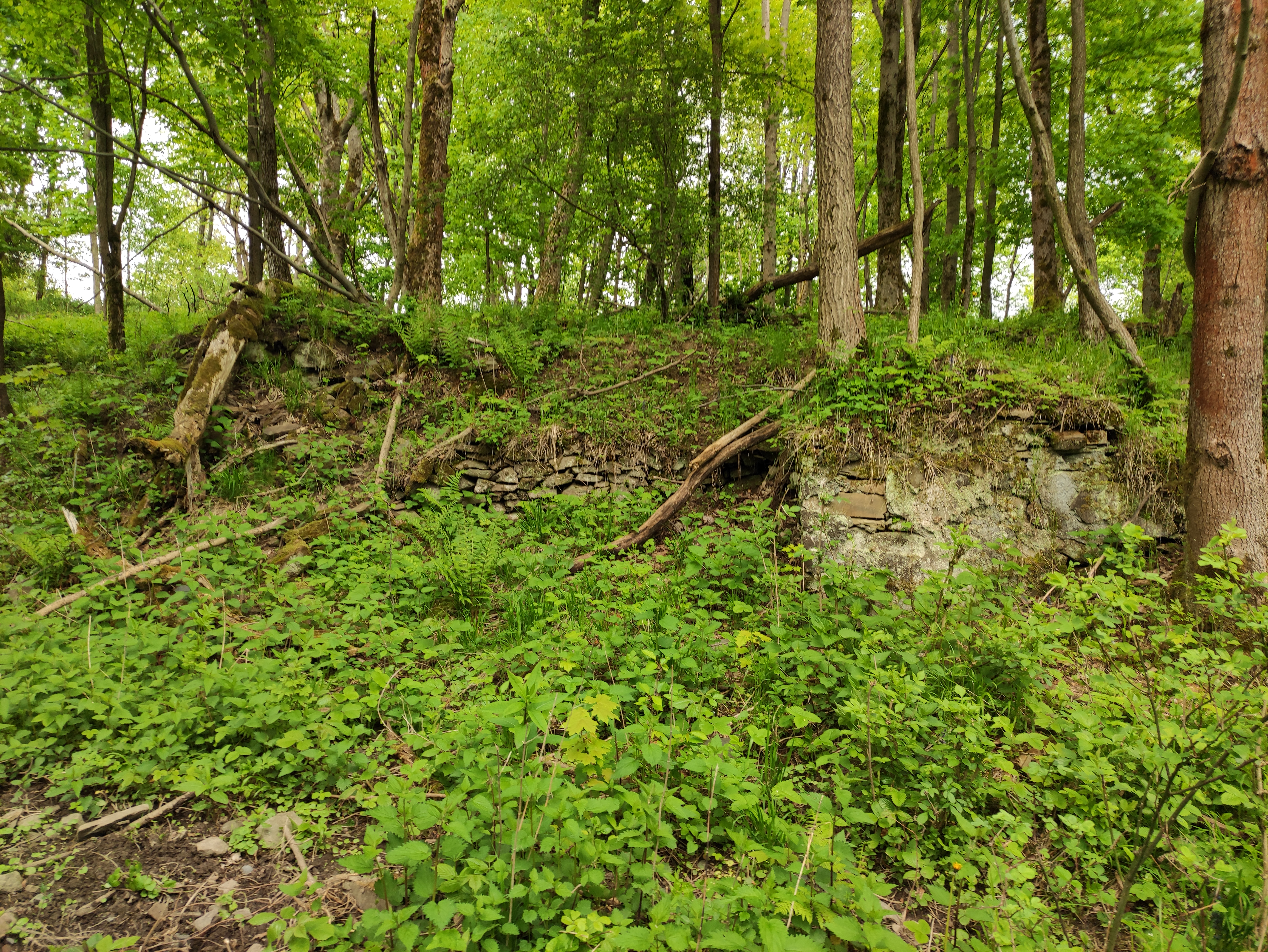
Varhošť